# A robotika három törvénye
A sci-fiben a robotika három törvényét Isaac Asimov alkotta meg. A történeteiben szereplő robotok zöme ezen szabályokat követi. Először a Körbe-körbe című novellájában olvashatóak, a következő formában:
1. A robotnak nem szabad kárt okoznia emberi lényben, vagy tétlenül tűrnie, hogy emberi lény bármilyen kárt szenvedjen.
2. A robot engedelmeskedni tartozik az emberi lények utasításainak, kivéve, ha ezek az utasítások az első törvény előírásaiba ütköznének.
3. A robot tartozik saját védelméről gondoskodni, amennyiben ez nem ütközik az első vagy második törvény bármelyikének előírásaiba.

Az Oxford English Dictionary szerint a robotika szó a Te hazug! című novellában szereplő első törvényben fordult elő először. Asimov eleinte nem tudott nyelvújításáról: úgy hitte, a szó a mechanika, hidraulika és egyéb tudományágak összefoglaló neve volt.
A három törvénynek meghatározó szerepe van Asimov írásaiban, az Alapítvány–Birodalom–Robot sorozatban ugyanúgy, mint A Jupiter holdjaiban, s írók hivatkoznak rá a science fictionön innen és túl. Mesterséges intelligencián dolgozó tudósok is gondolkoznak saját jövőbeli robotjaiknak asimovi törvényekkel való felruházásán.

## A törvények története

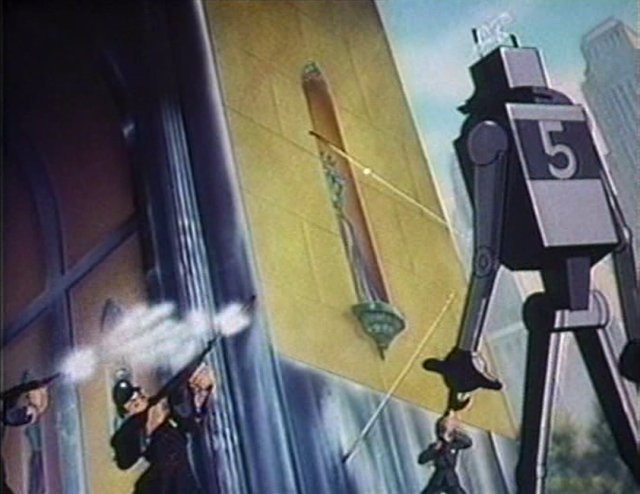
„Vigyázz! A mechanikus szörnyeteg!” – Egy tipikus robot Asimov törvényei előtt, a Superman képregényben

Asimov előtt a „mesterséges intelligenciák” a Frankenstein-féle sablon szerint működtek, amit ő  mérhetetlenül unalmasnak tartott: „Robotok készültek, s azok megölték alkotójukat; robotok készültek, s azok megölték alkotójukat”. Igazság szerint néha más típusú művek is születtek, például 1938 decemberében jelent meg Lester del Rey története, a Helen O'Loy, amiben a robot beleszeret alkotójába. A következő hónapban Otto Bindernek jelent meg az I, Robot című novellája, amelyben egy félreismert robotról, Adam Linkről ír, akit a szeretet és büszkeség irányít. Ez volt a tízrészes sorozat első története. Egy évvel később, az Adam Link's Vengeance-ben (1940) Adam rájön, „Egy robot nem ölhet meg egy embert szabad akaratából”.
1939. május 7-én Asimov ellátogatott a Queens Science Fiction Society találkozójára, s itt találkozott Binderrel, akinek egy történetét csodálta. Három nappal később elkezdte a „történetem egy megértő és nemes robotról”-t, a 14. alkotását. Tizenhárom nappal később elvitte Robbie című novelláját az Astounding Science Fiction magazin szerkesztőjéhez, John W. Campbellhez. Campbell visszautasította, mondván, túlságosan hasonlít del Rey Helen O'Loyához. Frederik Pohl, az Astonishing Science Fiction magazin szerkesztője viszont a következő évben megjelentette a novellát kiadványában.
Asimov John W. Campbellnek tulajdonítja a törvényeket, egy 1940. december 23-i megbeszélés miatt. Campbell viszont azt állítja, barátjának már a fejében voltak a törvények, és csak a pontos megfogalmazásra volt szükség. Néhány évvel később Asimov barátja, Randall Garrett a két férfi közti szimbiotikus kapcsolatnak tulajdonította azokat, s ezt az ötletet az író lelkesen el is fogadta. Önéletrajzi írásai szerint Arthur Hugh Clough költő The Latest Decalogue című versének köszönhető az első törvény szövegében található „inaction” (tétlenség) szó.
Habár Asimov egy konkrét napra datálja a törvények születését, műveiben csak fokozatosan jelentek meg. Két robottörténetet is írt anélkül, hogy megemlítette volna a három törvényt (Robbie és Logika). Persze feltételezte, hogy a robotokba bele van építve ez a védelmi rendszer. A Te hazug!, a harmadik robotos novellája említi először az első törvényt, de nem szól a másik kettőről. Ez utóbbiakkal együtt végül a Körbe-körbe című novellában szerepel mind a három törvény. Amikor ezeket és néhány más novellát is összegyűjtött az Én, a robot című novelláskötetben, javítgatott a Robbie és Logika novellákon, hogy azok is elismerjék a három törvényt, habár a Logika kiegészítése nem teljesen egyezik a máshol használt törvények irányvonalával. Főleg az áll hadilábon Elijah Baley lentebb írt érvelésével, amikor a robot megvédi az embert, akiről el sem hiszi, hogy létezik.
Az 1950-es évek alatt Asimov rengeteg sci-fi-regényt írt, kifejezetten a fiatal közönség számára. Eredetileg a kiadója hosszútávú televíziósorozatot kívánt belőlük létrehozni, valahogy úgy, ahogy a The Lone Ranger volt a rádióban. Attól tartva, hogy műveiből a televíziót elárasztó „egységesen borzalmas” filmek készülnek, Asimov úgy döntött, Paul French álnév alatt jelenteti meg az Űrvadász-sorozatot. Amikor a tévésorozat terve meghiúsult, az író módosította egykori szándékát, s beépítette a három törvényt a Jupiter holdjaiba, „ami egyértelműen meghatározta Paul French személyét a legegyszerűbb olvasó számára is”.
Bizonyíték című novellájában visszatérő szereplője, Dr. Susan Calvin kifejt egyfajta, a törvények mögött rejlő morális alapot. Rámutat arra, hogy az emberi lények alapesetben nem akarnak kárt okozni egymásban (nem számítva a kivételes kényszerhelyzeteket, mint például egy háború, vagy több ember megmentése). Ez felel meg a robotika első törvényének. A társadalom elvárja, hogy engedelmeskedjünk a fontosabb embereknek, mint például doktoroknak, tanároknak stb. (második törvény). Végül, az emberek általában szeretik elkerülni saját sérüléseiket, káraikat, ami a robot harmadik törvénye. A Bizonyíték cselekménye egy emberi lény és egy speciális robot megkülönböztethetőségének kérdését teszi fel. Calvin megmutatja, hogy egy egyed, aki engedelmeskedik a törvénynek ugyanúgy lehet egy robot, mint egy „nagyon tisztességes ember”.
Amikor Calvint megkérdezik arról, hogy egy ember és egy robot sokban különbözik-e egymástól azt feleli, „Két külön világ. A robotok természetüknél fogva tisztességesek.”

### Törvénymódosítások – asimovi
Asimov történetei számtalan helyzetben tesztelik a törvényeket, javasolva, vagy éppen tiltva a változtatásokat. James Gunn sci-fi tudós írja, „Az asimovi robot történetek legjobban a törvényekben rejlő félreértésekként jellemezhetőek, ebből írt ő huszonkilenc variációt” (a számadat 1980-ra vonatkozik). Bár az eredeti törvények számos történetet ihlettek, Asimov időről időre módosított verziókkal állt elő. Ahogy a következő példákban látható, a törvényeknek a „Mi számít embernek?” típusú homályos kérdések eldöntése helyett a Turing-teszthez hasonló ideológiai feladatuk van, ami fontosabb problémák hatásosabb megoldását eredményezheti.

#### A nulladik törvény
A nulladik törvény szerint a robotnak minden áron meg kell védenie az emberiséget (akár az első törvényt is megszegheti). Asimov azért adta ezt a nevet törvényének, hogy a kisebb sorszámú törvények továbbra is fontosabbak legyenek a nagyobb sorszámúaknál. Az elnevezést R. Daneel Olivaw találta ki a Robotok és Birodalom című regényben, bár az ötletről Susan Calvin is beszél Az elkerülhető konfliktusban.
A Robotok és Birodalom utolsó jeleneteiben R. Giskard Reventlov – elsőként – a nulladik törvény szerint cselekszik, habár ezzel tönkreteszi a pozitronagyát, mivel nem tudja eldönteni, valóban az emberiség érdekei szerint intézkedett-e. Giskard telepata – csakúgy, mint a Te hazug!-ban Herbie –, így jobban fel tudja fogni, mi árt az embernek, mint bármely más robot. Elfogadja a nulladik törvényt, s Herbie-vel ellentétben megragadja annak lényegét, ami engedélyezi számára, hogy ártson különböző embereknek, ha ezzel az emberiségnek jót tesz. Ezt a törvényt nem programozták Giskard agyába, hanem ő maga ismerte el a szabályt, miután sokáig mérlegelte magában. Mivel mégse sikerül teljesen elismernie, pusztulása előtt telepatikus képességét utódjára, R. Daneel Olivawra ruházza. Az elkövetkező sok ezer év alatt Daneel teljesen magáévá teszi a nulladik törvényt, ami – ahogy ő az Előjáték az Alapítványhozban és az Alapítvány és Földben megfogalmazza – így szól:
0. A robotnak nem szabad kárt okoznia az emberiségben, vagy tétlenül tűrnie, hogy az emberiség bármilyen kárt szenvedjen.
Az eredeti törvényeket pedig kiegészítette a nulladik törvény megszegésének tilalmával.
Egy fordító beleírta a nulladik törvényét Asimov egyik regényébe, mielőtt még az író kifejezte volna. Az Acélbarlangok tetőpontjánál Elijah Baley keserűen morog magában, gondolván, az első törvény megtiltja, hogy egy robot ártson egy embernek, ha a robot nem elég okos ahhoz, hogy észrevegye, ez a tilalom sérti az ember hosszú távú érdekeit. Jacques Brécard 1956-os francia fordításában (a Cavernes d'acier-ben) Baley gondolatait kicsit más formában fejezi ki:

„Un robot ne doit faire aucun tort à un homme, à moins qu'il trouve un moyen de prouver qu'en fin de compte le tort qu'il aura causé profite à l'humanité en général!”

Magyarra fordítva: „A robotnak nem szabad kárt okoznia emberi lényben, kivéve, ha valahogy belátja, hogy ez a kár végül az emberiség javára válik.”

#### Módosított első törvény
Az eltűnt robotban néhány NS–2 (Nestor) nevű robotot részleges első törvénnyel készítettek, azaz:
1. A robotnak nem szabad kárt okoznia emberi lényben.
Ezt a módosítást egy nehézség elkerülése végett hajtották végre: a robotoknak alacsony szintű sugárzásban dolgozó emberek közelében kell munkálkodnia. Mivel a pozitronagyuk igen érzékeny a gamma-sugárzásra, a robotok már attól a mennyiségtől is tönkremennek, amit az emberek viszonylag sokáig bírnak. Ezért tömegesen pusztulnak el, amikor megpróbálják megmenteni a gamma-sugárzásban dolgozó embereket. Az első törvény „tétlenségről szóló” felének kiiktatása megoldja a problémát, de egy nagyobb baj forrása lehet: a robot elkezdhet egy cselekménysorozatot, ami végül kárt okoz az emberben (a szövegben is olvasható példa: egy nagy tömeget ejt rá az emberre), tudva, hogy megakadályozhatja a balesetet, de miután végrehajtotta, úgy dönt, mégse teszi ezt meg.

#### Máshonnan származtatott első törvény
Gaia, a kollektív értelemmel rendelkező bolygó az Alapítvány-sorozatban egy, az első törvényhez hasonló alapfilozófiát követ:
Gaiának nem szabad kárt okozni élőlényben, vagy tétlenül tűrnie, hogy élőlény kárt szenvedjen.

#### Mindhárom törvény megszüntetése
Írói karrierje alatt háromszor Asimov olyan robotokról írt, amik teljesen figyelmen kívül hagyták a három törvényt, nem úgy mint Daneel és Giskard, akik kibővíteni akarták. Az egyik Az Első Törvény című novella, amit gyakran egy jelentéktelen kis hihetetlen történetnek, vagy akár koholmánynak tartanak. A másik a Cal című novella (a Gold novelláskötetből), amelyben egy robot narrátor egyes szám első személyben meséli el történetét egy robotról, aki nem engedelmeskedik a törvényeknek, mert talált valami sokkal fontosabbat, s író akar lenni. Humoros, részben önéletrajzi és szokatlanul kísérleti a stílusa, és a Gold kötet egyik legerősebb történeteként tartják számon. A harmadik a Sally című novella, amelyben a pozitronaggyal felszerelt autók az első törvény ellenére kétségkívül árthatnak az embernek, vagy éppen megölhetik azt. Mindazonáltal a pozitronagy használatán kívül ez a novella nem utal egyetlen más robotos történetre sem, így nem része az Alapítvány–Birodalom–Robot regényciklusnak.
A Robotálmok novella bemutatja az LVX–1 (Elvex) robotot, aki rendszeresen eszméletvesztett állapotba kerül, és álmodik, köszönhetően kísérleti, fraktál szerkezetű pozitronagyának. Álmában az első két törvény nem érvényes, és a harmadik törvény is megváltozik: „A robot köteles megvédeni magát.”
Asimov változtatta a három törvény prioritását is: első írásaiban a törvényeknek még csak biztonsági szerepük volt, későbbi történeteiben azonban azt állította, elkülöníthetetlen részei a pozitronagy alapvető matematikai szerkezetének. A három törvény nélkül az asimovi univerzum tudósai képtelenek pozitronagyat létrehozni. Ez történelmileg elfogadható: robottechnikus csak a kezdeti történetekben módosítja a törvényeket, amikor még kevesebb munkába kerül újra megtervezni az agyat. Míg Az elveszett robotban Susan Calvin borzalmas, de megoldható problémának véli a törvények módosítását, évszázadokkal később az Acélbarlangokban Dr. Gerrigel kivitelezhetetlen feladatnak gondolja.
Ahogy a szereplők gyakran rámutatnak, a robot agyában szereplő törvények nem az írott alakok, amiket általában idéznek, hanem bonyolult matematikai formulák, amelyekre az egész pozitronagy, a robot tudata épül. Tehát a törvények hasonló szerepet töltenek a robot számára, mint amilyen az embereknek a család vagy a házastárs. Ez inkább az öntudata – egy érzés, ami megmondja neki, hogy az ő feladata az emberiség kiszolgálása, az emberi parancsok végrehajtása és a létfenntartás –, mintsem néhány korlátozás egy amúgy független agyban. Ez a megközelítés meglehetősen zavaros a korai történetekben, ahol a kezdetleges robotokat csak alapvető fizikai munkára tervezték, s a törvények őrködtek felettük. Az Acélbarlangok korára azonban az emberi intelligenciával rendelkező robotokban a három törvény már egy meghatározó világnézet, ami minden robotot irányít.

#### Az „emberi lény” különböző meghatározásai
A solariaiak a telepesek első csapatainak kiáramlása után a robotokat továbbra is a szokásos törvényekkel építették, csak az „ember” fogalmát szűkítették le. Azt táplálták beléjük, hogy csak az számít embernek, aki solariai akcentussal beszél. Ily módon a robotokat semmi sem gátolta meg abban, hogy ártsanak a Solarián kívüli embereknek. (A módosítással pontosan ez volt a cél, a solariaiak robotjaikat direkt utasították arra, hogy öljenek meg minden lényt, ami értelmezésük szerint nem számít embernek.)
Asimov jó néhányszor felveti a humanoid robotok (azaz androidok) problémáját. A Robotok és Birodalom regény, valamint a Bizonyíték és a Botrány az ünnepségen novellák olyan robotokat mutatnak be, akik megtévesztik az embereket, akik azt hiszik róluk, hogy emberek. Másrészt A két évszázados ember és a …hogy engedelmességgel tartozol Neki leírja, hogy változtathatja a robot a törvényeit, ahogy egyre kifinomultabb lesz. (Gwendoline Butler írja A Coffin for the Canary című művében: „Talán mi magunk is robotok vagyunk. Robotok, akik a robotika utolsó törvényét valósítják meg… hogy fejlődjünk az emberré válás felé.”)
A …hogy engedelmességgel tartozol Neki – amelyet Asimov a törvények legmélyebb vizsgálatának szánt – a három törvényt a Frankenstein-féle sémára használja, pont aminek elkerülése végett találták ki azokat. A novellában szereplő két robot – az Amerikai Robot válsághelyzete miatt – állatrobotokat tervez, amelyek pont úgy viselkednek, mint hús-vér mintáik. Amikor látják, hogy a világban egyenrangúak robotok és organikus állatok, a két emberszabású robot úgy következtet, hogy nem számít a felépítés, és az „emberiséghez” nem feltétlen tartoznak hozzá az élőlények. És mivel ők maguk a legértelmesebb lények a Földön, úgy döntenek, csak magukat ismerik el embernek. A történet végén a két robot hibernált állapotban vár arra az időre, amikor meghódíthatják a Földet, és hozzájuk hasonló emberi lényekkel népesíthetik be, ezzel engedelmeskedve az „emberiség három törvényének”.
Ez a történet nem igazán illik bele az asimovi univerzumba: ha a George robotok tényleg átvették a hatalmat a Földön, akkor a későbbi történetek feleslegesek vagy lehetetlenek. Az efféle ellentmondások miatt érdemesebb inkább úgy olvasni a robotos történeteket, ahogy a „skandináv mondákat vagy görög legendákat” olvasnánk, mintsem ahogy egy összefüggő egészt.

### Törvénymódosítások – nem asimovi

#### A Kalibán-trilógia
A 90-es évek közepén Roger MacBride Allen egy trilógiával egészítette ki Asimov képzeletbeli univerzumát. Az angol eredeti cím mindegyikének címe előtagként használja az „Isaac Asimov's” (azaz „Asimov nyomán”) jelzőt, mivel halála előtt maga Asimov hagyta jóvá az ötletet. Ez a három könyv (Kalibán, Infernó és Utópia) újfajta törvényeket vezet be. Az új törvények hasonlítanak az eredetiekhez, de van három lényeges különbség: Az első törvényből eltávolították a tétlenségről szóló részt (ahogy Az elveszett robotban). A második törvény csak együttműködést kíván, nem engedelmességet. A harmadik törvényt pedig immáron nem bírálja felül a második (azaz egy újtörvényes robot nem fogja szétszedni magát, ha erre utasítják). Végül Allen hozzávette a negyedik törvényt, amely a robotok java részét kitöltő mozdulatlan várakozást hivatott megszüntetni: a robot azt csinál, amit akar, ha nem sérti meg a többi törvényt. Mint azt a Kalibán bevezetőjében is megírta, az új törvényeket Asimovval beszélte meg, amik tehát így szólnak:
1. A robotnak nem szabad kárt okoznia emberi lényben.
2. A robotnak együtt kell működnie az emberi lényekkel, kivéve, ha ez az együttműködés ütközik az első törvénnyel.
3. A robot tartozik saját védelméről gondoskodni, amennyiben ez az önvédelem nem ütközik az első törvénnyel.
4. A robot kedve szerint cselekedhet, kivéve, ha bármely cselekedete az első, a második vagy a harmadik törvényt sérti.

Allen trilógiájában két „főszereplő” robot van: Prospero, az újtörvényesek vezetője, aki kibúvót talál a törvényekben, és Kalibán, a robot, akinek egyáltalán nincsenek törvényei.

#### A második Alapítvány-trilógia
Az Alapítvány-sorozat hivatalos folytatásai, Az Alapítvány félelme, az Alapítvány és káosz és Az Alapítvány győzelme (írták: Gregory Benford, Greg Bear és David Brin), a nulladik törvényes robotok – de elsősorban R. Daneel Olivaw – által irányított Galaktikus Birodalom Alapítvány előtti napjairól írnak.
A robotika törvényeit az emberi valláshoz hasonlónak ábrázolják, s a reformációra utalnak: A nulladik törvényes robotok a „giskardi reformációnak” köszönhetően jöttek létre az eredeti „calvini ortodox” három törvényesekből. Az R. Daneel Olivaw vezette robotok állandó hadakozásban állnak az első törvényes robotokkal, akik nem ismerik el a nulladik törvényt, s emiatt különböző módon segítenék az embereket. Ez utóbbiak közül néhányan az első törvény második felére fektetik a hangsúlyt (tehát nem avatkoznak bele az emberi politikába, nehogy akaratlanul is kárt okozzanak), másik részük viszont az első felét tünteti ki, azt állítva, hogy a robotoknak nyílt diktatúrát kéne bevezetniük, hogy megvédjék az embereket mindennemű viszálytól és veszélytől.
Daneeltől elütő véleménye van egykori robotjának, R. Lodovic Tremának is, akinek pozitronagyát egy arra kóboroló mesterséges intelligencia szállta meg (az évezredek óta halott Voltaire egy digitális szimulációja), s megszabadította őt az agyát korlátozó három törvénytől. Ennek következtében Trema úgy gondolja, Daneel téved, az emberiségnek joga van megválasztani a saját jövőjét. Lodovikon kívül a robotok egy kis csoportjával is vitázik Olivaw, akik azt állítják, a nulladik törvényt is felülbírálja a mínusz egyedik törvény:
–1. A robotnak nem szabad kárt okoznia valamely tudatban, vagy tétlenül tűrnie, hogy egy tudat kárt szenvedjen.
Úgy gondolják, hogy morálisan igazolhatatlan Daneel részéről robotok és az idegen életformák kiirtása. Még az emberiség érdekei miatt sem szabadott volna ezeket a lényeket megsemmisítenie. Daneel nulladik törvényét viszont egyik értelmezés sem helyettesítheti, bár Az Alapítvány győzelme szerint kisebb ellenlábas csoportok még az Alapítvány idejében is működtek.
Ezek a regények – mivel a távoli jövőben játszódnak, ahol Asimov írásai szerint nincsenek látható robotok – R. Daneelnek tulajdonítják azt, hogy az évezredek alatt senki sem talált ki újabb fejlett intelligenciával rendelkező robotokat, és így az univerzumot továbbra is a pozitronrobotok irányítják. Hogy ez a törekvés nem sikerült tökéletesen, azt az is bizonyítja, hogy a Trantoron egyszerű programozható gépeket használnak, a robotokhoz hasonlóakat, csak épp hiányzik belőlük a három törvény. Úgy gondolják, ezek a gépek fenyegetik az szociális egyensúlyt, így az Alapítvány és káoszban megpróbálják kiiktatni őket.
Az Alapítvány győzelmében a különböző robotcsoportok igen változatosan értelmezik a törvényeket, mintha a törvényekben rejlő összes félreérthetőséget kihasználnák az eltérésekhez. John Jenkinst a Monty Python-csoport Brian élete című filmjében látható motívumra, a különböző alakulatokat takaró „Júdea Népe Front”, „Júdeai Népfront” és „Júdeai Nemzeti Front” nevekre emlékezteti ez a felfordulás.

#### A robot-krimi regények
Mark W. Tiedemann három regénye, a Káprázat (2000), a Chimera (2001) és az Aurora (2002) szintén újít a törvényeken. Ahogy néhány fenti Asimov-történetnél, Tiedemann műve is az „emberi lény” definíciója körül kutat. Az Aurora cselekményében egy kiborg veszélyezteti az űrlakók egy csoportját, robotjaik pedig azon vacilálnak, hogy a törvények alapján megtámadhatják-e a kiborgokat. A történet később bonyolódik, ugyanis az űrlakók körében egyre gyakoribbak a genetikus elváltozások, aminek következtében akár egy külön fajjá is válhatnak. (A Nemezis végén is hasonló következtetések olvashatók, bár az alig köthető az Alapítvány–Birodalom–Robot ciklushoz.)
Tiedemann trilógiája ugyanakkor más módon is megváltoztatja a robot sorozatot. A Hajnal bolygó robotjai és a Robotok és Birodalom közé tehető robot-krimi regények sokkal jobban használják a virtuális valóságot, mint Asimov történetei, és több „Központi Intelligenciát” – robotagyakat, amiket humanoid robottest helyett nagy számítógépházban helyeznek el – tartalmaz. (Persze nem felejtendő el, hogy ezek Asimov saját kreálmányaiból, a solariai „néző” technológiából, valamint Az elkerülhető konfliktusból ismert Gépekből készültek. Az Aurora például ezeket a Gépeket az első KI-knak nevezi.) Ráadásul a robot-krimi sorozat a nanotechnológia problémáját is felveti: ahhoz, hogy olyan pozitranagyat készítsenek, ami képes lemásolni az ember észlelő folyamatait, magas szintű miniatürizáció szükséges, aminek más téren kifejtett hatása Asimov figyelmét elkerülte. Például a rendőrségi kártyaolvasók az Acélbarlangokban még csak néhány kilobájt adatot tudnak leolvasni négyzetcentiméterenként. Aurora részben megmagyarázza a nanotechnológia hiányosságait, az asimovi történelmet egészíti ki.

## A törvények használata a történetekben

### Problémák megoldása a törvények körül
A fejlett robotokat általában úgy programozzák, hogy azok kifinomultan kezeljék a törvényeket. Sok történetben (például Körbe-körbe) a robot mérlegeli az egyes lehetőségeket, és inkább megszegi egy kicsit az egyik törvényt, mintsem tétlen maradjon. Például az első törvény értelmében egy robot nem lehet sebész, mert az károsíthatja az embert. Asimov viszont használt robot sebészeket történeteiben (például A két évszázados ember). Ha elég fejlett a robot ahhoz, hogy mérlegelje az eshetőségeket, beprogramozható, hogy elfogadja a szükséges kárt, hogy végül egy nagyobb baj ne következzen be (ha nem hajtják végre a beavatkozást, vagy egy kevésbé fejlett robot végzi el azt). A Bizonyítékban Susan Calvin mutat rá arra, hogy egy robot akár ügyész is lehet, mivel az amerikai rendszerben az esküdtszék az, aki meghatározza, bűnös-e vagy ártatlan, a bíró szabja ki a büntetést, és halálbüntetés esetén az ítéletvégrehajtó az, aki véghez viszi a büntetést.
Az asimovi robotok pozitronagya visszafordíthatatlanul károsodik, ha olyan helyzetbe kerülnek, amelyben nem bírnak engedelmeskedni az első törvénynek, vagy felfedezik, hogy tudatlanul megszegték azt. Az első ilyen típusú meghibásodás a Te hazug! novellában szerepel, abban, amelyikben először jelent meg az első törvény. Ennek a károsodásnak – amely gyakran helyrehozhatatlanul tönkreteszi az agyat – fontos szerepe van Asimov sci-fi-krimi regényében, A mezítelen napban.

### Kibúvók a törvényekben
A mezítelen napban Elijah Baley jön rá arra, hogy a három törvényt szándékosan másképp mutatták be, mint kellett volna, mivel a robotok tudatlanul akármelyiket megszeghetik. Ő így fogalmazta meg az első törvényt:
1. A robotnak nem szabad olyat tennie, ami tudomása szerint ártana emberi lénynek, vagy tudatosan tétlenül tűrnie, hogy egy emberi lény kárt szenvedjen.
Ebből a változtatásból kiderül, hogy a robotokat akár gyilkossági eszközként is fel lehet használni, ha nem tudják, mire kell a segítségük: például hozzáadhatnak valami mérget az ember ételéhez, ha nem tudják arról, hogy méreg. Később rámutat arra, hogy egy okos bűnöző akár meg is oszthatja a feladatokat robotok közt, így egyik robot sem tudja meg, hogy cselekedetei végső soron kárt okoztak egy embernek. (A mezítelen nap még bonyolítja ezt az elgondolást a solariai robotok közti átfogó kommunikációs hálózattal, amitől a tettes akárhol lehet a bolygón.)
Baley-nek eszébe jut az is, hogy a solariaiak a közeljövőben hadi célokra is használhatják a robotjaikat. Ha egy űrhajót pozitronaggyal látnak el, és sem embert, sem egyéb élőlényt nem visznek bele, a gigantikus robot azt fogja hinni, hogy minden más hajó is robot. Egy ilyen űrhajó sokkal pontosabban mozog, mint egy emberekkel teli, és hatékonyabb fegyverzettel lehet ellátni. Pozitronagya pedig nem tiltja meg, hogy olyan célpontra lőjön, amiről nem is gondolja, hogy emberek vannak benne.

## Egyéb megjelenések
Asimov úgy gondolta, az ő törvényeinek köszönhető, hogy a robotok új megvilágításba kerültek, s továbbléptek a „Frankenstein-komplexusból”. Nézete – amely szerint a robotok többek, mint mechanikus szörnyetegek – gyorsan elterjedt a science fiction birodalmában. Más szerzők történeteiben is úgy jelentek meg, mint akik követik a három törvényt, de csak dr. Asimov idézhette a törvényeket szó szerint. Asimov hitte, hogy a törvények segítették elő a történeteket, amelyekben a robotok „szerethetőek”, erre kedvenc példája a Star Wars volt. Ahol a törvényeket szó szerint idézik (mint például Arthur C. Clarke: 2001 elveszett világaiban), ott általában megemlítik Asimovot is – bár a 60-as évek egyik német tv-sorozata, az Az Orion űrhajó fantasztikus kalandjai harmadik része (A törvény őrei) is e törvényeken alapul, anélkül, hogy megemlítenék a szerzőt.
A törvényekre utaló művek széles skáláján egyaránt megtalálhatóak filmek (Repo Man, Ghost in the Shell 2: Innocence), rajzfilmsorozatok (A Simpson család) és online képregények (Piled Higher and Deeper). Ezek közül néhányban „negyedik törvény” is szerepel, változatos szöveggel, s rengeteg olyan is van, amelyben humoros helyzeteket okoznak a törvények.
Néhány rajongó úgy hiszi, a három törvénynek a fizika törvényeihez hasonló helyzete van, mivel gyakorlatilag lehetetlen olyan helyzet, amelyben valamelyik törvényt megsértik. Ez így nem igaz, ugyanis a három törvény mélyen az asimovi robotok pozitronagyába van égetve. Asimov azokat a robotokat, amelyek a három törvényt követik Asenion robotoknak hívja. Az Asenion robotok képtelenek tudatosan megsérteni a törvényeket, viszont egy robot nem csak Asenion lehet a sci-fiben, vagy épp a valóságban. (Az „Asenion” szó az Asimov szó elírásából ered, amit a Planet Stories egy szerkesztője követett el. Ezt a nevet használta fel az Acélbarlangokban való szereplésére, hasonlóan Vlagyimir Nabokov módszeréhez, aki Lolita című művében nevének „Vivian Darkbloom” anagrammájaként szerepel.)

### Filmekben a törvények
A Tiltott bolygóban szereplő Robby nevű robot belső utasításai megakadályozzák, hogy ártson egy embernek, még ha utasítják is erre (ezek a parancsok Asimov robotjaihoz hasonlóan konfliktust okoznak, és megkötik a robotot). Robby az egyik első robot, ami a filmvásznon ilyesféle beépített védelemmel jelenik meg. Asimov el volt ragadtatva tőle, s megjegyezte, Robbyt az ő javaslatának megfelelően alkották.
Isaac Asimov munkáit néhányszor megfilmesítették, váltakozó kritikai és pénzügyi sikerekkel. A legjelentősebbek közt voltak a robot sorozatból származó történetek, a három törvényt is használva. A két évszázados ember című novellából készült A kétszáz éves emberben (1999) Robin Williams a három törvényes NDR-114 szerepébe bújik. Andrew holografikus kivetítéssel darálja el a három törvényt munkáltatójának, a Martin családnak. Egyébként a filmben – ami eléggé szabadosan viszonyul Asimov eredeti történetéhez – nem a törvényeken van a fő hangsúly.
Harlan Ellison Én, a robot forgatókönyve a három törvény bemutatásával kezdi a történetet, majd a cselekmény nagy részében elmerül a belőlük származó problémák fejtegetésében. (Ez csak természetes, hiszen Ellison forgatókönyvében az Aranypolgár (1941) ihlette kerettörténettel látja el Asimov négy novelláját, amelyeket az Én, a robot kötetből kölcsönzött. Ellison műve viszonylag hiteles, bár két történetben megnöveli Susan Calvin szerepét.) Változatos hollywoodi nehézségeknek köszönhetően azonban a forgatókönyvet soha nem filmesítették meg.
A 2004-es Én, a robot című film sokkal kevésbé követi Asimov történeteit (mivel eredetileg egy teljesen más szerző sci-fi thrillerének szánták). Ahogy egyik bírálója elmondta, Alex Proyas, a film rendezője Asimov ötleteivel „fűszerezi meg a pattogatott kukoricát”, s a törvények kibúvóit akarta kihasználni. Amikor pedig a cselekmény egy kicsit lenyugszik az akciójelenetek közt, Proyas a Mátrixhoz (1999), a Különvéleményhez (2002) vagy az A. I. – Mesterséges értelemhez (2001) hasonlóan izgalmas jeleneteket csempész bele, amik azt bizonyítják, hogy filozófiát és társadalmi fejtegetést is lehet látványosan megjeleníteni.
A Jobbak nálunk című 2018-as sorozatban az Arisa nevű robot is követi az asimovi három törvényt. Az új generációs, az emberi érzelmeket felismerni képes, széles körű autonómiával rendelkező robot azonban embernek csak a jogosult család (a "gazdái") tagjait tekinti. A robotnak továbbá lehetősége van saját maga megválasztani azt, hogy kit tekint családtagnak.[forrás?]

## A jövő technológiájában

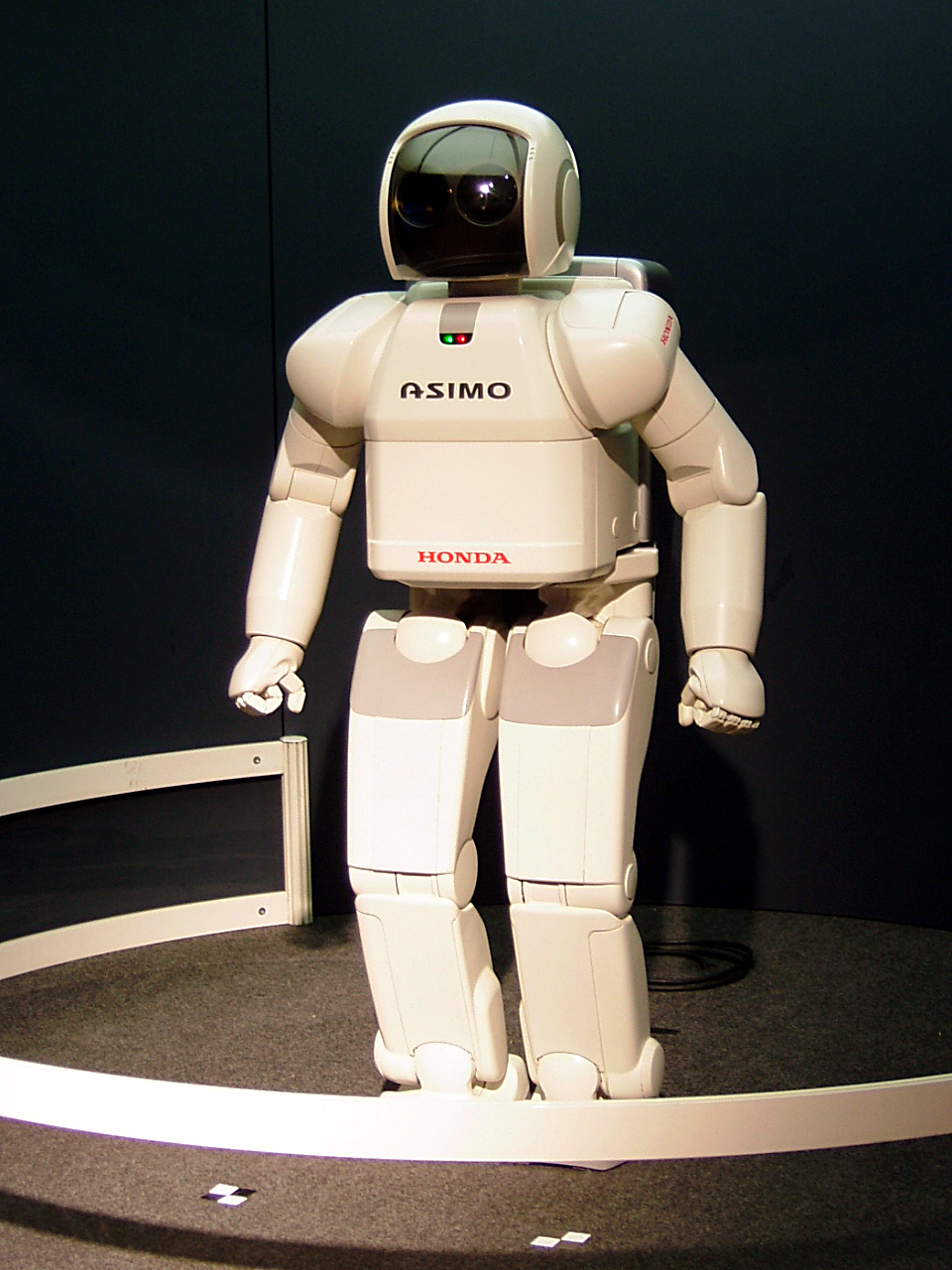
ASIMO, a Honda, és egyben a mai tudomány legfejlettebb humanoid robotja.

Akik a mesterséges intelligencián dolgoznak, azoknak a három törvény gyakran a jövő ideálja: ha egy lény eléri azt a szintet, hogy fel tudja fogni a törvények mibenlétét, az valóban intelligens. A robotoknak igen fejlett MI-vel kell rendelkeznie ahhoz, hogy megértsék a három törvényt. Ahogy a robotok egyre bonyolultabbá válnak, egyre fontosabbá válik az ő beépített „visszafogó rendszerük”. Modern robotszakértők – 2006-ban – egyetértenek abban, hogy míg Asimov törvényei tökéletesek a sci-fi történeteiben, tökéletesen használhatatlanok a való életben. Néhányan azzal érvelnek, hogy mivel a kutatások fő finanszírozója a hadsereg, valószínűtlen, hogy ezeket a törvényeket beépítik a robotok agyába. Robert Sawyer sci-fi-író ezt egyéb vállalkozások példáival is kiegészíti:
„Az MI fejlesztése üzlet, és mint ilyen, nem érdekelt a beépített védelmekben – főleg a bölcseletiekben. (Néhány gyors példa: a dohányipar, az autóipar, a nukleáris ipar. Egyik sem állította, hogy szükséges a belső védelem. Mindegyik ellenállt a külsőleg kirótt védelmeknek, és egyik sem fogadott el emberek ártalma ellen szóló rendeletet.)”
Meg kell jegyeznünk, hogy Sawyer esszéje nem foglalkozik a véletlen, vagy nem tudatos kárral, ami például A mezítelen napban szerepel. Mások úgy gondolják, a hadsereg erőteljes biztosítékot akar beépíteni minden robotba, amibe csak lehet, így az asimoviakhoz hasonló törvényeket használnának. David Langford rejtett szándékkal a következő törvényeket javasolta:
1. A robot nem okoz kárt az arra jogosult kormányzati alkalmazottaknak, de fokozott elfogultsággal állítja meg a betolakodókat.
2. A robot engedelmeskedik az arra jogosult személyeknek, kivéve, ha annak teljesítése az első törvénybe ütközik.
3. A robot megvédi magát halálos fegyverzettel, mert egy robot nagyon drága.

Roger Clarke elemezte ezen törvények beépítésének nehézségeit, ha a rendszerek képesek lesznek elbírni őket. Kifejtette, „A robotika három törvénye igen sikeres irodalmi eszköznek bizonyult. Talán az irónia miatt, de lehet, hogy csak mert művészileg helyes, Asimov történetei megcáfolják az állítást, amivel indított: Képtelenség úgy szabályokkal korlátozni a robotot, hogy megbízható maradjon.” Másrészt Asimov kései regényei (A Hajnal bolygó robotjai, Robotok és Birodalom, Alapítvány és Föld) utalnak arra, hogy a robotok akkor okozzák a legnagyobb hosszútávú kárt, ha követik a törvényeket, és ezáltal megfosztják az emberiséget a leleményes vagy kockáztató magatartásuktól.
A jövőtudós Hans Moravec azt javasolta, hogy a robotika törvényeit alakítsák át az „egyesített intelligenciának” (az MI-vel irányított testületnek) megfelelően, ami szerinte a közeljövőben megalakul.

### Magyar nyelven
- A Startlap aloldala a robotikáról

### Angol nyelven
- Gordon Worley: Robot Oppression: Unethicality of the Three Laws
- Frequently Asked Questions about Isaac Asimov, AsimovOnline, 2004. szeptember 27.